# Caragolada
La caragolada (pronunciat caragolà) és un plat ben senzill a base de caragols cuits i adobats amb una salsa picant o allioli.

## Abast geogràfic
És un àpat comunitari habitual a Terres de Ponent, Andorra, al Camp de Túria, l'Horta, la Plana Alta l'Empordà, el Rosselló i Menorca, entre d'altres.
Tanmateix, preparacions semblants amb altres noms existeixen fora de l'àmbit lingüístic. Fins i tot ha passat al francès amb la forma cargolade.

## Caragolades tradicionals[calcitació]
L'Aplec del Caragol de Lleida és un aplec que es fa anualment, un cap de setmana al maig, a la ribera del riu Segre i els Camps Elisis de Lleida des del 1980.
A Tarragona el plat típic de les festes de Santa Tecla, és l'espineta amb caragolins.